# Пещуров Олексій Олексійович
Олексій Олексійович Пещуров 9 (21) травня 1834,с. Лосево, Мосальський уїзд, Калузька губернія — 8 (20) жовтня 1891, Санкт-Петербург) — російський флотоводець, віце-адмірал, морський міністр, дослідник Японського моря, головнокомандувач Чорноморського флоту, політичний діяч, військовий губернатор міста Миколаєва.

## Біографія
Олексій Олексійович Пещуров народився в губернаторському будинку. Він був молодшим у великій родині відомого і шанованого в Псковській губернії людини — Олексія Микитовича Пещурова (1779—1849 рр..), який з 1830 до 1839 рр.. був псковським губернатором. Олексій Микитович був дядьком майбутнього міністра закордонних справ Росії, князя Олександра Горчакова, а під час заслання Олександра Пушкіна в Михайлівське саме Олексій Пещуров-старший «наглядав» за поетом, з яким у нього встановилися хороші відносини. У сім'ї Пещурова з великою пошаною ставилися до талановитих людей. Пізніше одна з дочок А. Н. Пещурова Марія Олексіївна, у шлюбі княгиня Трубецька, займалася влаштуванням сиріт Добролюбових. А навчала французької мови і постачала книгами М. Добролюбова сестра Олексія Микитовича — Є. Н. Пещурова. Старша дочка А. Н. Пещурова Софія в 1835 р. вийшла заміж за псковського дворянина, колишнього ліцеїста Володимира Петровича Пальчикова — приятеля А. С. Пушкіна. Софія Олексіївна була обдарованою співачкою-любителькою, що володіла прекрасним меццо-сопрано. Саме їй присвятив свою оперу «Сильф, або Мрія молодої жінки» композитор М. П. Яхонтов.
У віці 13-ти років Пещуров був визначений у Морський корпус кадетом, в серпні 1851 його випускають гардемарином. 1852—1854 рр.., Будучи гардемарином, на фрегаті «Паллада» він брав участь у переході дипломатичної місії віце-адмірала Е. В. Путятіна з Кронштадта до Японії, під час якого йому було присвоєно звання мічмана. У званні мічмана Пещуров перейшов на новий фрегат «Діана», яким командував С. С. Лісовський, майбутній відомий адмірал. Але «Діані» не пощастило: під час землетрусу, що стався в Японії в грудні 1854 р., новенький, 52-гарматний фрегат отримав важкі пошкодження, а пізніше під час шторму затонув. Моряки «Діани» побудували шхуну «Хеда» і на ній через Японське море перейшли в Ніколаєвськ-на-Амурі. У 1855 р. Пещуров повернувся в Кронштадт, а в листопаді того ж року отримав звання лейтенанта. Він також взяв участь в обороні балтійського узбережжя під час Кримської війни, виконуючи посаду ад'ютанта начальника штабу Балтійського флоту. У 1860 р. капітан-лейтенант А. А. Пещуров був призначений командиром кліпера «Гайдамак» і під час плавання в Тихому океані в 1861 р. відкрив бухту в затоці Петра Великого, названу бухтою Гайдамак. 
У 1863—1864гг. кліпер «Гайдамак» у складі тихоокеанської ескадри адмірала Попова ходив до берегів північно-американських штатів. В цей же час друга російська ескадра адмірала Лесовского також прийшла на американський рейд. Ескадра Попова стала на рейді в Сан-Франциско, а Лесовского — у Нью-Йорку. Росія виказала дружні почуття американцям і підтримала боротьбу Півночі проти Півдня, а також перешкодила втручанню Англії в громадянську війну. в 1864 р. удостоївся ордена Святого Володимира 4-го ступеня і отримав звання капітан 2-го рангу. Так вже вийшло, але саме А. А. Пещуров був в 1867 р. призначений комісаром з передачі Аляски американцям. Після повернення він був призначений віце-директором канцелярії Морського міністерства в званні капітана I рангу.
У 1874 р. А. А. Пещуров за відміну був проведений в контр-адмірали. Протягом декількох років він працював в Морському міністерстві: директором канцелярії, заступником керуючого, а потім і керуючим. У ці роки в Морському міністерстві розробляється суднобудівна програма для Чорноморського флоту. (Кримська війна показала, що військово-морські судна Росії застаріли).

## Командувач Чорноморським флотом
У середині 70-х рр. XIX ст. на суднобудівних заводах Російської імперії почала розвиватися програма будівництва броненосного флоту. У зв'язку з цим Пещурову було доручено організувати будівництво сучасних броненосних кораблів на Чорному морі. У 1882 р. йому було присвоєно звання віце-адмірала, а 11 січня 1882 р. був призначений командувачем Чорноморського флоту, головним командиром портів та військовим губернатором м. Миколаєва. 6 травня 1886 в присутності імператора Олександра III в Севастополі був спущений на воду броненосець «Чесма», а 10 травня в Миколаєві — броненосець «Катерина II», а через рік спущений на воду «Синоп». На стапелях закладаються нові броненосці «Георгій Побідоносець», «Дванадцять Апостолів», канонерські човни, Мінні крейсера.
У 1890 р. Пещуров залишив флотську службу. У серпні того ж року він був призначений членом Державної Ради. Проте в результаті несподіваної хвороби Олексій Олексійович Пещуров помер 8 (20) Жовтень 1891 р. в Санкт-Петербурзі.

## Цікаві факти
- Іменем віце-адмірала А. А. Пещурова названо два миса в Японському морі.

## Нагороди
- Орден Святого Олександра Невського
- Орден Білого Орла
- Орден Святого Володимира ІІ степені
- Орден Святої Ани І степені
- Орден Святого Станіслава І степені
- Орден Святого Володимира ІІІ степені
- Орден Святої Ани ІІ степені